# Otto I (hrabia Ravensbergu)
Otto I (zm. ok. 1170) – hrabia Ravensbergu od ok. 1144.

## Życiorys
Otto był synem hrabiego Kalvelage Hermana III oraz Judyty, córki hrabiego Zütphen Ottona. Jako pierwszy przyjął tytuł hrabiego Ravensbergu. Był stronnikiem Henryka Lwa.
Był żonaty z Odą, córką hrabiego Zütphen Ottona II. Jego synem był hrabia Ravensbergu Herman IV.